# والاشسکا بیستریتسه
والاشسکا بیستریتسه (به چکی: Valašská Bystřice) یک منطقهٔ مسکونی در جمهوری چک است که در شهرستان وستین واقع شده‌است.
 والاشسکا بیستریتسه ۳۵٫۹۷ کیلومتر مربع مساحت و ۲٬۱۸۷ نفر جمعیت دارد.